# Grafenegg
Grafenegg ist eine Marktgemeinde mit 3308 Einwohnern (Stand 1. Jänner 2025) im Bezirk Krems-Land in Niederösterreich. Die Gemeinde Etsdorf-Haitzendorf wurde im Oktober 2003 auf Grafenegg umbenannt.

## Geografie
Grafenegg liegt nördlich der Donau im Westen des Tullnerfeldes an der Grenze zwischen Wald- und Weinviertel in Niederösterreich und wird vom Kamp durchflossen. Die Fläche der Marktgemeinde umfasst 28,58 Quadratkilometer:
- 65 % Land- u. Forstwirtschaft
- 16 % Weingärten (468 ha)
- 7 % Wald
- 2 % Gewässer
- 10 % Bauland und Verkehrsflächen

### Gemeindegliederung
Das Gemeindegebiet umfasst folgende neun Ortschaften (in Klammern Einwohnerzahl Stand 1. Jänner 2025):
- Diendorf am Kamp (51)
- Engabrunn (593)
- Etsdorf am Kamp (1140) samt Weinberg
- Grafenegg (0)
- Grunddorf (223)
- Haitzendorf (399)
- Kamp (244)
- Sittendorf (438)
- Walkersdorf am Kamp (220)

Die Gemeinde besteht aus den Katastralgemeinden Diendorf am Kamp, Engabrunn, Etsdorf, Grunddorf, Haitzendorf, Kamp, Sittendorf und Walkersdorf.
Die Marktgemeinde Grafenegg ist Mitglied der Kleinregion Kamptal Süd.

### Nachbargemeinden
| Langenlois, Hadersdorf-Kammern | Straß im Straßertale | Fels am Wagram (Tulln) |
| Gedersdorf                     | Kompass              | Grafenwörth (Tulln)    |
|                                |                      |                        |

## Geschichte
Die Gemeinde Grafenegg entstand durch Fusionierung der Gemeinden Etsdorf am Kamp und Haitzendorf zur Gemeinde Etsdorf-Haitzendorf am 1. Jänner 1970 und durch Eingemeindung der Gemeinde Engabrunn am 1. Jänner 1971. Am 4. Oktober 2003 erfolgte die Umbenennung in Grafenegg.

### Einwohnerentwicklung
Aktuelle Zahlen der Statistik Austria nennen 3308 Einwohner (Stand 1. Jänner 2025). Nach dem Ergebnis der Volkszählung 2001 gab es 2.830 Einwohner. 1991 hatte die Marktgemeinde 2.687 Einwohner, 1981 2.621 und im Jahr 1971 2.713 Einwohner.
| Grafenegg: Einwohnerzahlen von 1869 bis 2025        | Grafenegg: Einwohnerzahlen von 1869 bis 2025 | Grafenegg: Einwohnerzahlen von 1869 bis 2025 | Grafenegg: Einwohnerzahlen von 1869 bis 2025 | Grafenegg: Einwohnerzahlen von 1869 bis 2025 |
| --------------------------------------------------- | -------------------------------------------- | -------------------------------------------- | -------------------------------------------- | -------------------------------------------- |
| Jahr                                                |                                              |                                              |                                              | Einwohner                                    |
| 1869                                                | 1869                                         |                                              | 3.240                                        | 3.240                                        |
| 1880                                                | 1880                                         |                                              | 3.163                                        | 3.163                                        |
| 1890                                                | 1890                                         |                                              | 3.263                                        | 3.263                                        |
| 1900                                                | 1900                                         |                                              | 3.275                                        | 3.275                                        |
| 1910                                                | 1910                                         |                                              | 3.402                                        | 3.402                                        |
| 1923                                                | 1923                                         |                                              | 3.139                                        | 3.139                                        |
| 1934                                                | 1934                                         |                                              | 3.125                                        | 3.125                                        |
| 1939                                                | 1939                                         |                                              | 2.941                                        | 2.941                                        |
| 1951                                                | 1951                                         |                                              | 2.851                                        | 2.851                                        |
| 1961                                                | 1961                                         |                                              | 2.700                                        | 2.700                                        |
| 1971                                                | 1971                                         |                                              | 2.713                                        | 2.713                                        |
| 1981                                                | 1981                                         |                                              | 2.621                                        | 2.621                                        |
| 1991                                                | 1991                                         |                                              | 2.687                                        | 2.687                                        |
| 2001                                                | 2001                                         |                                              | 2.830                                        | 2.830                                        |
| 2011                                                | 2011                                         |                                              | 2.991                                        | 2.991                                        |
| 2021                                                | 2021                                         |                                              | 3.216                                        | 3.216                                        |
| 2025                                                | 2025                                         |                                              | 3.308                                        | 3.308                                        |
| Quelle(n): Statistik Austria, Gebietsstand 1.1.2021 |                                              |                                              |                                              |                                              |

## Kultur und Sehenswürdigkeiten
- Dorfmuseum Etsdorf

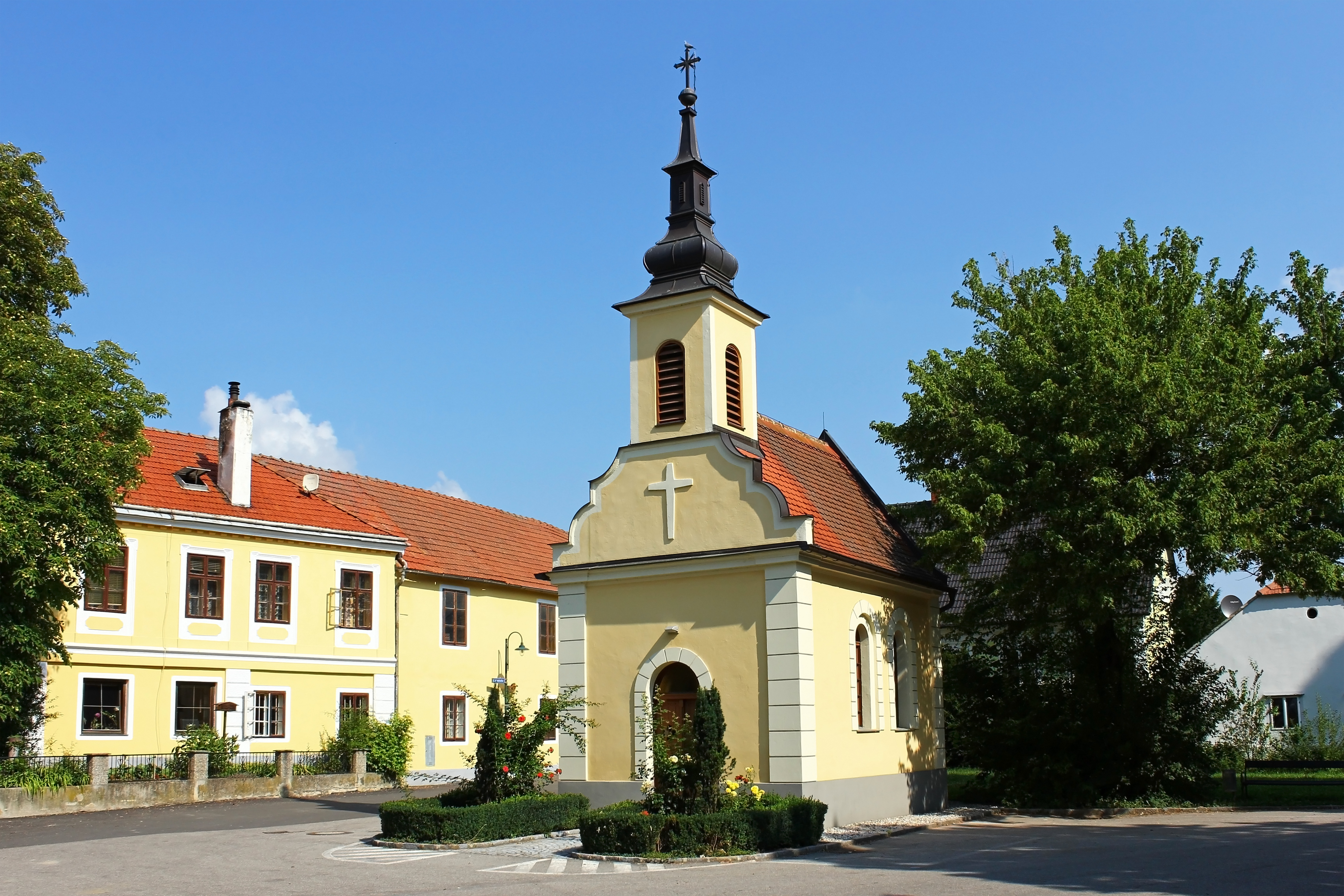
Kapelle Walkersdorf

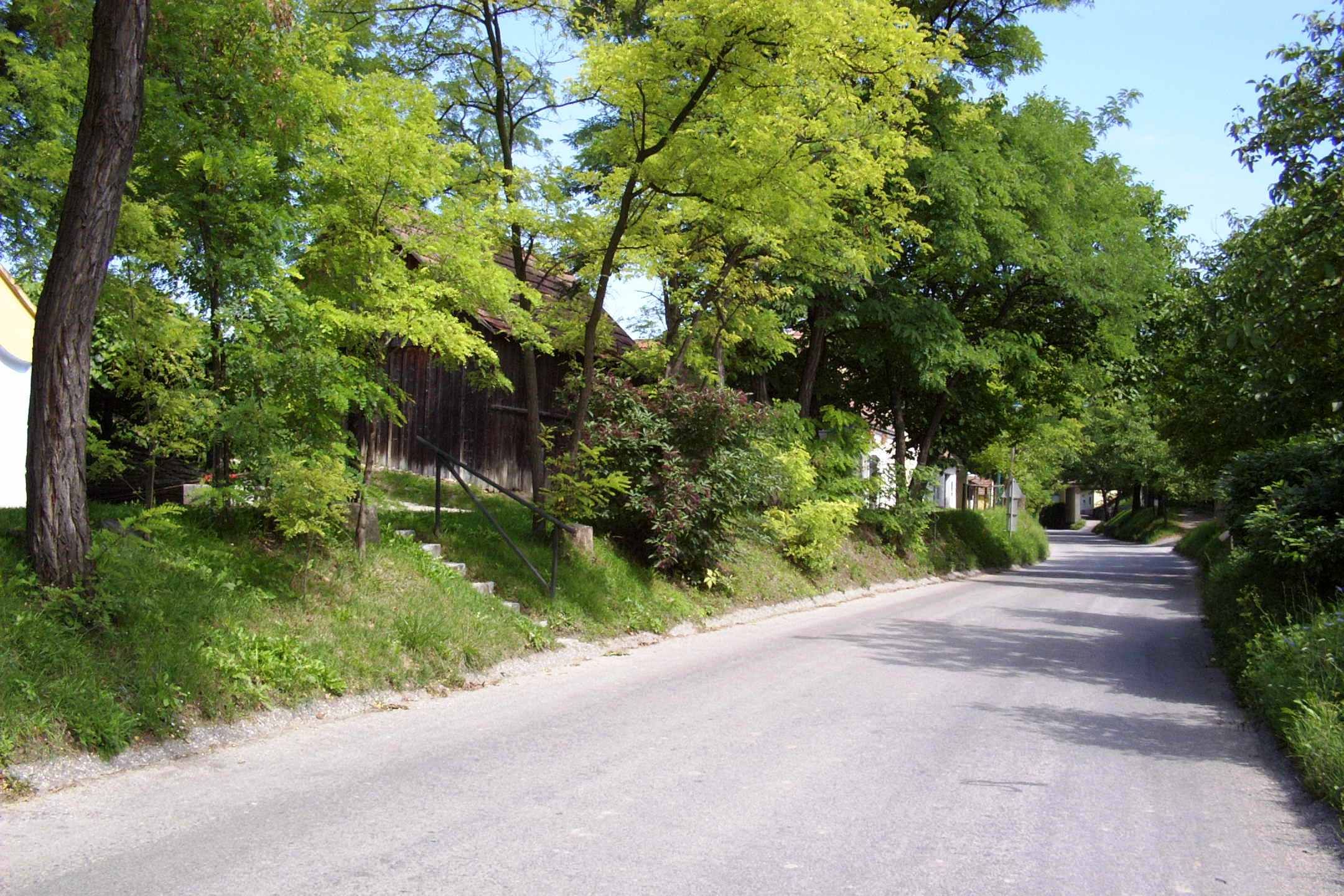
Kellergasse Etsdorf

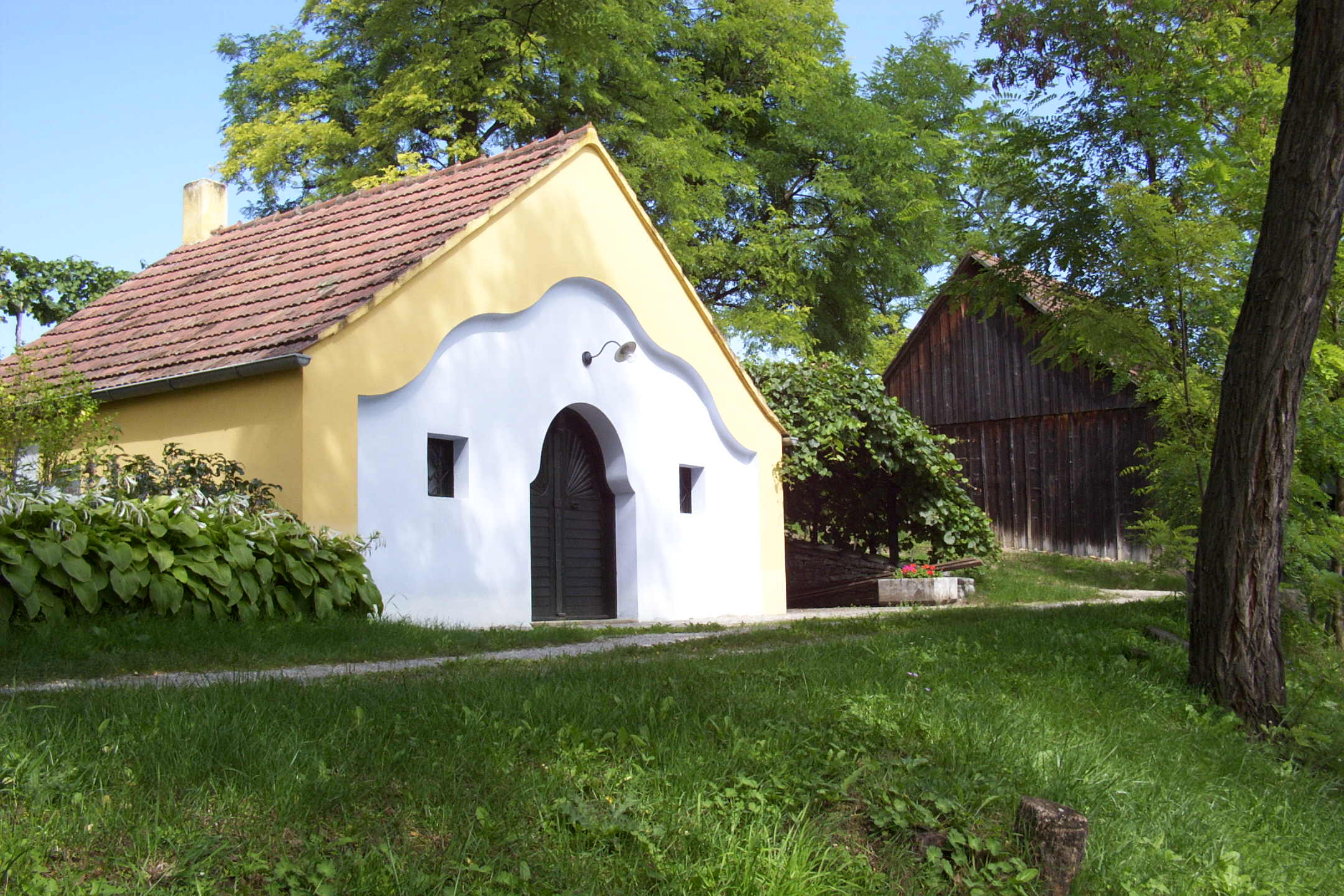
Malerisches Haus in einer Kellergasse

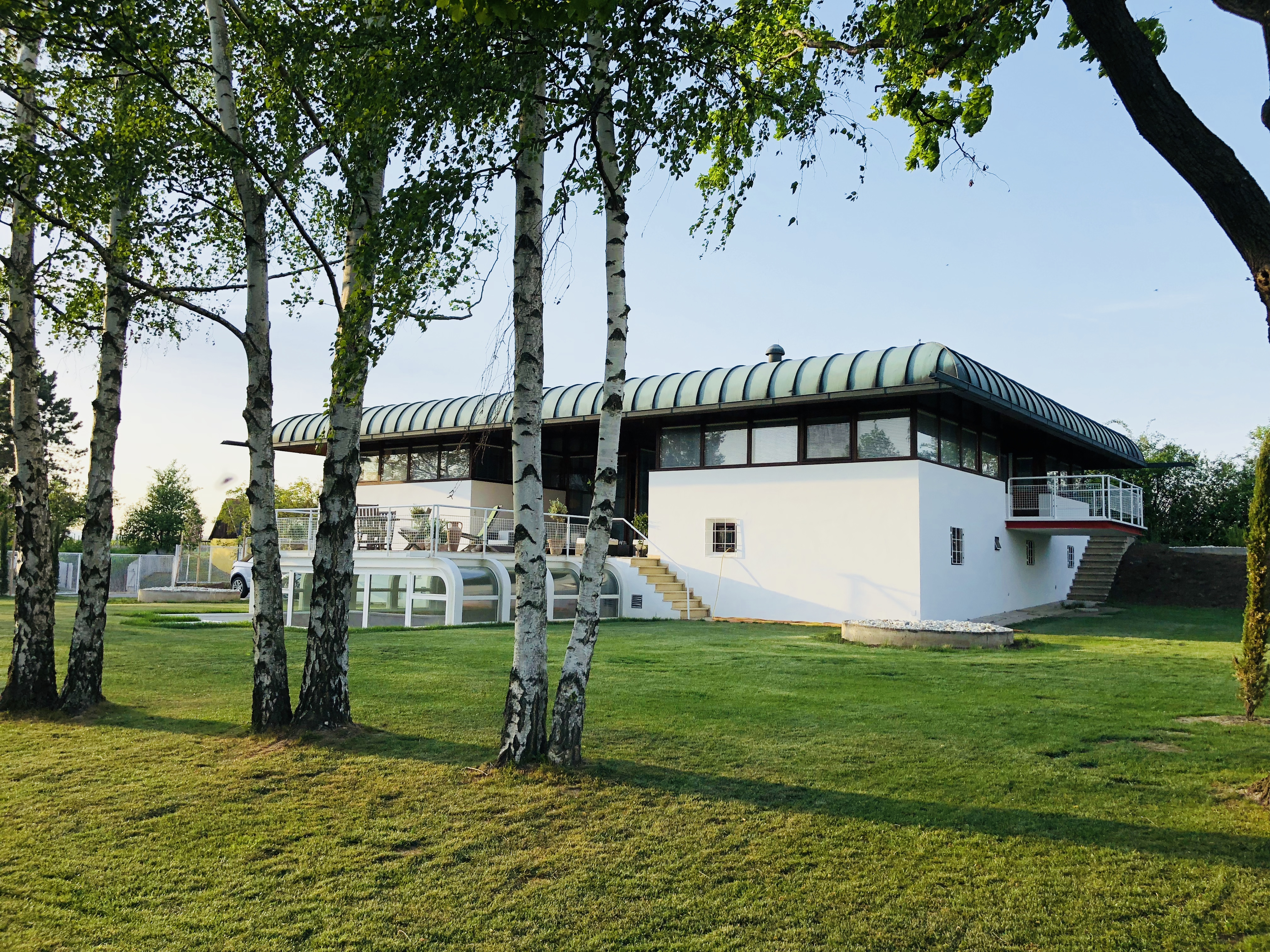
Haus Wittmann Südost-Ansicht

- Schloss Grafenegg: Es gehört zu den bedeutendsten Schlossbauten des romantischen Historismus (19. Jahrhundert), der Ursprung des Schlosses reicht bis in das Mittelalter zurück. Es ist das bedeutendste Bauwerk der Romantik Österreichs. Neben dem Äußeren des Schlosses gibt es auch sehenswerte Innenräume wie die Bibliothek, den Rittersaal, Wappenstube und Schlosskapelle, sowie weitere diverse Säle und Salone. Das Areal von Schloss Grafenegg ist Schauplatz des international renommierten Grafenegg Festivals.
- Schlosspark Grafenegg mit der Freiluftbühne Wolkenturm (2007 eröffnet) und einem Konzertsaal (1300 Plätze) der Architekten Schröder Schulte-Ladbeck (2008 eröffnet)
- Schloss Walkersdorf (mit Weingut Graf Stubenberg)
- Pfarrkirche Engabrunn
- Pfarrkirche Haitzendorf
- Pfarrkirche Etsdorf am Kamp
- Haus Wittmann von Johannes Spalt (1970–1975) in Etsdorf am Kamp
- Aussichtswarte Engabrunn, 2004 errichteter etwa 10 Meter hoher hölzerner Aussichtsturm[7]
- Skulpturenweg Engabrunn
- Kellergasse Etsdorf

### Regelmäßige Veranstaltungen
- Grafenegg Festival: Das Schloss von Grafenegg wurde zu einem internationalen Kulturstandort ausgebaut. Auf dem Gelände wurden eine Open-Air-Bühne „der Wolkenturm“ (1750 Plätze) und ein Konzertsaal „Auditorium“ (1300 Plätze) in den Jahren 2007 und 2008 gebaut. Seit Sommer 2007 findet jährlich das Grafenegg Festival unter der künstlerischen Leitung des Pianisten Rudolf Buchbinder statt. Das Tonkünstler-Orchester Niederösterreich unter der Leitung von Chefdirigent Yutaka Sado (bis 2015 vormals Andrés Orozco-Estrada) tritt während des Sommers als Grafenegg Festival Orchester mit internationalen Dirigenten und Solisten auf. Weiters ist der Schlosspark seit 2008 ein Standort der niederösterreichischen Landesgartenschau.
- Grafenegg Familientag (inkl. Familienworkshops)
- Grafenegger Advent
- Konzerte des Tonkünstler-Orchesters
- Reitturnier Etsdorf
- Feuerwehrfeste der sechs Feuerwehren
- Diverse Bälle und kulturelle Veranstaltungen im Schloss Grafenegg
- Wein und Kultur Engabrunn

Im Dezember 2022 wurde die Übersiedelung des Jugendorchesters der Europäischen Union (European Union Youth Orchestra, EUYO), nach Grafenegg bekanntgegeben.

## Wirtschaft und Infrastruktur
Im Jahr 2001 gab es 104 nichtlandwirtschaftliche Arbeitsstätten und 221 land- und forstwirtschaftliche Betriebe nach einer Erhebung von 1999. Die Zahl der Erwerbstätigen am Wohnort betrug 1292 nach der Volkszählung des Jahres 2001. Die Erwerbsquote lag 2001 bei 47,38 Prozent, aktuell (Stand 31. Oktober 2022) liegt diese bei 53,5 Prozent.

### Verkehr
Im Nord-Osten des Gemeindegebietes befindet sich ein Teil der Bahnstrecke Absdorf-Hippersdorf–Krems an der Donau mit dem Bahnhof Etsdorf-Straß.
Im Süden verlaufen die Stockerauer Schnellstraße S5 und im Norden die Bundesstraße 34 durch das Gemeindegebiet.

### Ansässige Unternehmen
In Etsdorf am Kamp ist das Unternehmen Wittmann Möbelwerkstätten ansässig.

### Öffentliche Einrichtungen
Über die Katastralgemeinden verteilt gibt es folgende sechs Freiwillige Feuerwehren (FF):
- FF Etsdorf
- FF Engabrunn
- FF Grafenegg (ehemals FF-Kamp)
- FF Grunddorf
- FF Sittendorf
- FF Walkersdorf

Seit 6. Januar 2025 existiert die FF Haitzendorf nicht mehr, diese wurde mit der FF-Kamp zur Feuerwehr Grafenegg zusammengelegt.

### Bildung
In der Gemeinde gibt es zwei Volksschulen und eine Neue Mittelschule.

## Politik
Der Gemeinderat hat 23 Mitglieder (Stand nach der Gemeinderatswahl 2025).
- Mit den Gemeinderatswahlen in Niederösterreich 1990 hatte der Gemeinderat Etsdorf-Haitzendorf folgende Verteilung: 5 Liste Altgemeinde Haitzendorf (ÖVP), 5 ÖVP, 4 SPÖ, 3 Liste Dorfgemeinschaft, 3 Liste Engabrunn (ÖVP) und 1 FPÖ.
- Mit den Gemeinderatswahlen in Niederösterreich 1995 hatte der Gemeinderat Etsdorf-Haitzendorf folgende Verteilung: 5 ÖVP, 5 Liste Altgemeinde Haitzendorf (ÖVP), 4 Liste Dorfgemeinschaft, 3 SPÖ, 2 Liste Engabrunn (ÖVP) und 2 FPÖ.[13]
- Mit den Gemeinderatswahlen in Niederösterreich 2000 hatte der Gemeinderat folgende Verteilung: 9 ÖVP, 7 Liste Altgemeinde Haitzendorf (ÖVP), 2 SPÖ, 2 Liste Dorfgemeinschaft und 1 FPÖ.[14]
- Mit den Gemeinderatswahlen in Niederösterreich 2005 hatte der Gemeinderat folgende Verteilung: 15 ÖVP und 6 SPÖ.[15]
- Mit den Gemeinderatswahlen in Niederösterreich 2010 hatte der Gemeinderat folgende Verteilung: 14 ÖVP, 5 SPÖ und 2 FPÖ.[16]
- Mit den Gemeinderatswahlen in Niederösterreich 2015 hatte der Gemeinderat folgende Verteilung: 17 ÖVP, 3 SPÖ und 1 FPÖ.[17]
- Mit den Gemeinderatswahlen in Niederösterreich 2020 hat der Gemeinderat folgende Verteilung: 12 ÖVP, 6 GRÜNE, 2 SPÖ und 1 FPÖ.[18]
- Mit den Gemeinderatswahlen in Niederösterreich 2025 hat der Gemeinderat folgende Verteilung: 14 ÖVP, 4 GRÜNE, 2 SPÖ und 3 FPÖ.[19]

### Bürgermeister
- 1965–1990 Erich Mauss (ÖVP)
- 1990–2000 Erwin Deibl (ÖVP)
- 2000–2022 Anton Pfeifer (ÖVP)
- seit 2022 Manfred Denk (ÖVP)[20]

## Persönlichkeiten

### Ehrenbürger der Gemeinde
- Josef Dimmel (1919–1989), Mühlen-Besitzer und Bürgermeister von Etsdorf am Kamp (1950–1965)
- Johann Penz (* 1950), Politiker und ehemaliger Präsident des Niederösterreichischen Landtages
- 2020: Franz Winter (* 1952), Pfarrmoderator bzw. Pfarrer von Etsdorf und Engabrunn seit 1983[21]

### Söhne und Töchter der Gemeinde
- Johann Oser (1833–1912), Chemiker und Hochschullehrer
- Ernst Schaible (1868–1956), Offizier, k.k. Eisenbahnminister
- Hans-Heinz Dum (1906–1986), NSDAP-Kreisleiter der Kreise Krems und Horn
- Franz Wittmann (1920–2012), österreichischer Möbelproduzent
- Erich Mauss (1926–2013), Weinhauer, Bürgermeister und Abgeordneter zum Landtag von Niederösterreich
- Franz Hietl (* 1931), Winzer und Politiker

### Personen mit Bezug zur Gemeinde
- Olga Wisinger-Florian (1844–1926), österreichische Malerin des Impressionismus, in Grafenegg verstorben
- Wolfgang Lindner jr. (* 1981), österreichischer Musiker, Musikproduzent und Verleger, wohnhaft in Sittendorf